# Hypoponera iheringi
Hypoponera iheringi är en myrart som först beskrevs av Auguste-Henri Forel 1908.  Hypoponera iheringi ingår i släktet Hypoponera och familjen myror. Inga underarter finns listade i Catalogue of Life.